# Onvo L90

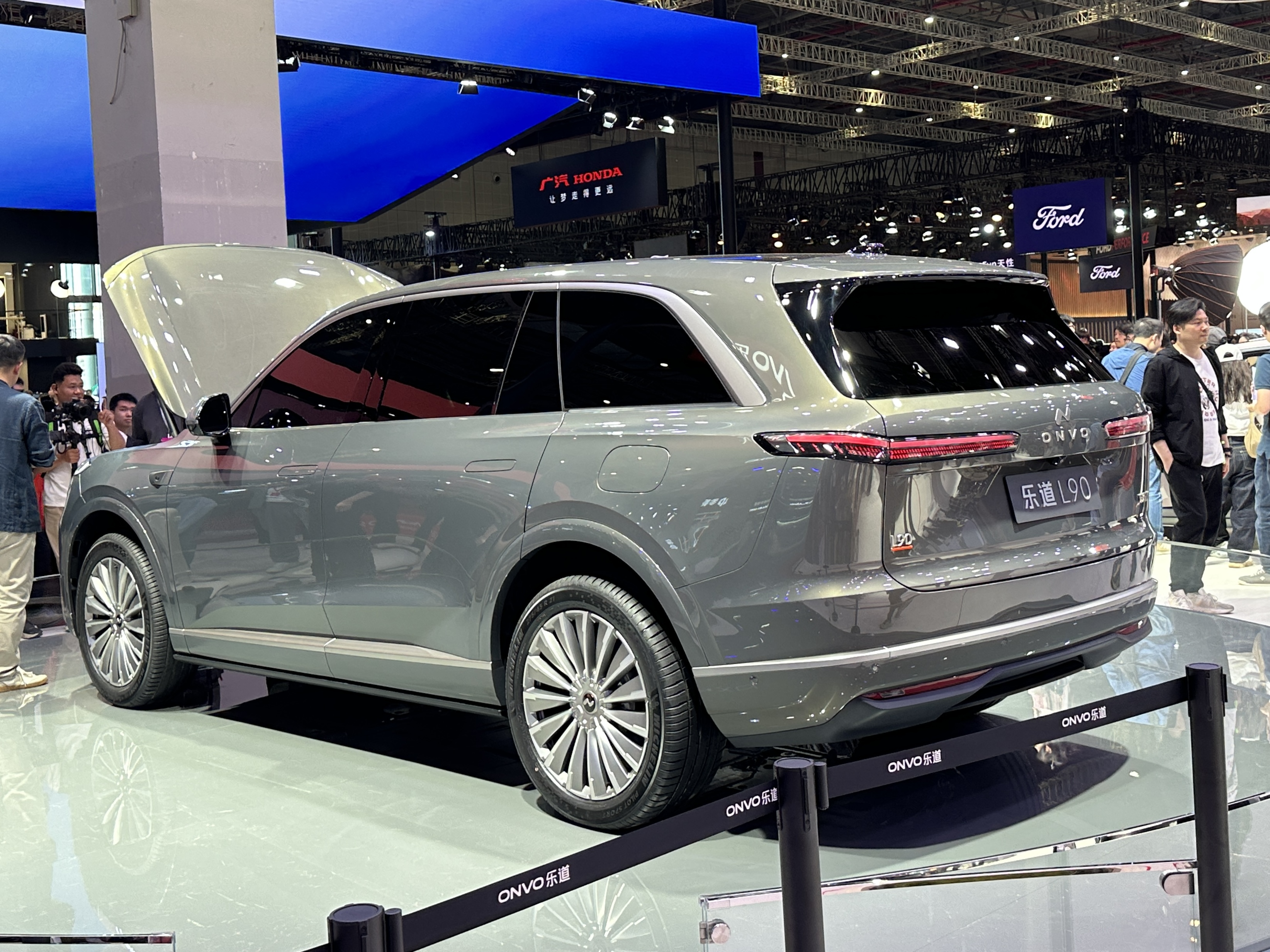
Вид сзади

Onvo L90 (кит. 乐道L90; пиньинь Lèdào L90) — полноразмерный электромобиль-кроссовер, выпускаемый с 2025 года подразделением Onvo китайской компании Nio.

## Описание
Onvo L90 дебютировал в 2025 году на Шанхайском автосалоне. После L60, это второй автомобиль под брендом Onvo, который нацелен не на премиальный сегмент Nio, а на массовый рынок.
Как и L60, L90 базируется на платформе NT 3.0. Дата запуска не подтверждена, однако руководство Nio ранее заявляло, что автомобиль будет запущен в производство в третьем квартале 2025 года.
Объём багажника составляет 240 л.

## Технические характеристики
Заднеприводные модели оснащаются электродвигателем мощностью 340 кВт (456 л. с.). Двигатель расположен на задней оси.
Полноприводные модели оснащаются двумя электродвигателями: передним мощностью 100 кВт (134 л. с.) и задним мощностью 340 кВт (456 л. с.). В стандартную комплектацию входят аккумуляторные батареи LFP и NMC ёмкостью 85 кВт·ч.